# Andrzej Wilczkowski
Andrzej Wilczkowski ps. „Wilk” (ur. 11 stycznia 1931 w Warszawie, zm. 13 lipca 2022 w Łodzi) – polski wykładowca akademicki, wynalazca, taternik i alpinista, kierownik wypraw górskich m.in. w Hindukusz i góry Etiopii, autor opowiadań i książek o tematyce alpinistycznej. Działacz NSZZ „Solidarność”, z zamiłowania historyk.

## Życiorys
Andrzej Wilczkowski urodził się 11 stycznia 1931 r. w Warszawie. Był synem profesora Eugeniusza Wilczkowskiego – psychiatry i wykładowcy Uniwersytetu Łódzkiego i Uniwersytetu Warszawskiego oraz Marii Gwizdalskiej, córki Teodora Edmunda Gwizdalskiego, właściciela majątku Duki, położonego na terenie miasta Tarczyn. Brat matki, Gustaw Gwizdalski był pilotem i oficerem Dywizjonu 303. Starszą siostrą A. Wilczkowskiego była Krystyna – lekarz psychiatra (1929-1987).
Wilczkowski studiował na Politechnice Łódzkiej, gdzie uzyskał tytuł inżyniera mechaniki w 1954 r. i magistra w 1957 r. Od 1964 r. był pracownikiem dydaktycznym na swojej Alma Mater, specjalistą w dziedzinie silników spalinowych, wynalazcą i autorem pięciu patentów w tej dziedzinie.
W 1955 r. poznał swoją przyszłą żonę, studentkę wyższej szkoły plastycznej Krystynę Łobzę, która robiła kostiumy i dekoracje dla Studenckiego Teatru Satyry „Pstrąg”. Dzięki niej sam rozpoczął współpracę z teatrem, która trwała ze zmiennym natężeniem przez dziesięć lat. Przez kilka lat był kierownikiem teatru, pisał teksty satyryczne i piosenki, a także dwie sztuki, z których jedną, o Noem i jego synach, zdjęła cenzura.
Wilczkowski był aktywnym działaczem społecznym. Od 1949 r. należał do Związku Harcerstwa Polskiego, potem był jednym z założycieli Łódzkiego Klubu Wysokogórskiego (ŁKW), w latach 1964–1972 należał do Łódzkiego Klubu Jeździeckiego. Od 1980 r. był działaczem NSZZ „Solidarność” działającego przy Politechnice Łódzkiej. Od 1983 r. był członkiem Społecznego Komitetu Pamięci Józefa Piłsudskiego, w latach 1992–2008 członkiem Wojewódzkiego Komitetu Ochrony Pamięci Walk i Męczeństwa.

### Taternik
Przygodę ze wspinaczką i taternictwem rozpoczął w 1948 r. Zaczął wspinać się bez żadnego wcześniejszego kursu przygotowującego razem ze swoim przyjacielem Zdzisławem Kozłowskim. Mistrzami i autorytetami byli dla niego Jan Staszel i Stanisław Groński. Przez czterdzieści lat szkolił pokolenia taterników – zwłaszcza łódzkich. Był jednym z założycieli Łódzkiego Klubu Wysokogórskiego (ŁKW), którego był prezesem pierwszej kadencji i wielokrotnym członkiem władz klubowych oraz był członkiem honorowym ŁKW i Polskiego Związku Alpinizmu (PZA).
Ma na swoim koncie 16 pierwszych zimowych przejść, z których jako najpiękniejsze Wilczkowski ocenił Wschodnia Mięguszowieckiego, ze Stanisławem Worwą i Andrzejem Pietschem, najtrudniejsze Kozia Wyżnia od północy, z Krzysztofem Berbeką i Ihla w Patrii w 1954 r. z Markiem Stefańskim jako pierwsze zimowe wejście na nazwany szczyt. Byli pierwszymi, którzy zimą wspięli się na tę turnię. W 1956 r. odbyła się pierwsza zagraniczna podróż wspinaczkowa, w skałki nad Łabą. W tym samym roku wspinał się pierwszy raz w Alpy Ötztalskie, w Austrii. W Alpy wracał jeszcze dwukrotnie: w 1957 i 1967 r. Podczas pierwszej wyprawy w Alpy zdobył szczyt Aiguille Verte wraz z Markiem Stefańskim i Jurkiem Mitkiewiczem.
W latach 1956–1957 wspinał się w Kaukazie, gdzie wraz z Bogną Wiśniewską-Sołomecką weszli na Elbrus. W 1963 r. był kierownikiem III Polskiej Wyprawy w Hindukusz. Udało im się wejść na szereg szczytów: Koh-e Keshni Khan (Kiszmi Chan) (6743 m n.p.m.), Kohe Naser Khosraw Tsuka (6350 m n.p.m.) [M-2], Languta-e Barfi (6827 m n.p.m.), Kohe Hawar (6200 m n.p.m.). W latach 1968–1969 był kierownikiem I Polskiej Wyprawy w góry Etiopii. W 1973 r. był uczestnikiem wyprawy polarnej na Spitsbergen.

### Pisarz
Wilczkowski od 1951 r. pisał artykuły o taternictwie i alpinizmie w czasopismach m.in.: „Taternik Łódzki”, „Taternik”, „Vysoké Tatry”, „Bularz”, „Góry”, „Góry i Alpinizm”, „Dookoła Świata”, „Kontynenty”. W 1957 r. zadebiutował jako pisarz, w 1958 r. ukazała się książka Burza nad Alpami, której był współautorem. W 1969 r. ukazała się książka Śniegi Pokutujące, w której opisał wyprawę w Hindukusz.
W 1970 r. napisał wspólnie z Jerzym Woźniakiem telewizyjną sztukę teatralną Powrót o tematyce taterniczej. W 1971 r. ukazała się książka Alpinizm pod redakcją Macieja Popko, do której napisał rozdział Organizacja wyjazdów grupowych i wypraw.
W 1972 r. wydany został tom opowiadań o tematyce alpinistycznej Ludzie przed ścianą, w którym Wilczkowski łączy głębię filozoficzną z obrazem życia człowieka, jego fizyczny wysiłek i dramatyczne zmagania z przyrodą. W 1976 r. ukazała się książka Każdemu według marzeń o wyprawie grupy alpinistów w góry Etiopii. W 1982 r. wydano książkę Miejsce przy stole, w której Wilczkowski opisał panoramę powojennego środowiska wspinaczkowego i działalność tatrzańską w latach 1945–1955. Pozycja ta doczekała się kilku wznowień. W 1992 r. ukazała się książka Anatomia Boju, rok później wydano dwie książki Wilczkowskiego: Trudna noc i Coś na Ząb. W 2005 r. ukazały się Dymy nad kartofliskiem.
W 1981 r. był członkiem redakcji czasopisma literackiego NSZZ Solidarność „Słowo obecności”. Od 1982 r. jako współzałożyciel i członek redakcji publikował teksty w tajnym czasopiśmie „Przedświt”. Posługiwał się pseudonimami W. Szary i K.T. Barnak. W latach 1992 i 1993 był felietonistą „Nowego Świata z Piotrkowskiej” i „Świata z Piotrkowskiej”. Publikował również w miesięczniku „Aspekt Polski”, „Orzeł Biały” wydawany w Londynie i w „Znad Wilii” publikowanym w Wilnie.
Dzięki zainteresowaniu historią otrzymał w 1989 r. stypendium Instytutu Piłsudskiego w Nowym Jorku, gdzie przebywał do 1990 r. Biblioteka im J. Piłsudskiego w Łodzi wydała eseje: Józef Piłsudski a unowocześnienie armii, Złota i czarna legenda Marszałka Piłsudskiego.
W 2002 roku Andrzej Wilczkowski został uhonorowany Nagrodą Literacką im. Władysława Krygowskiego.

## Odznaczenia
- Rada Miejska w Łodzi w 1993 roku nadała Andrzejowi Wilczkowskiemu odznakę „Za Zasługi dla Miasta Łodzi” za działalność na rzecz Miasta godną uznania[20].
- Krzyż Wolności i Solidarności nadany przez prezydenta RP Andrzeja Dudę 23 czerwca 2017[21].
- Honorowe Obywatelstwo Gminy Miedźno – 29 sierpnia 2008 – Uchwała Nr 169/XXIV/2008 Rady Gminy Miedźno.

## Miejsce spoczynku
Został pochowany na Starym Cmentarzu w Łodzi.

## Wybrane dzieła
- Śniegi pokutujące, 1969
- Ludzie przed ścianą, 1972
- Każdemu według marzeń, 1976
- Miejsce przy stole, 1983
- Anatomia Boju: Wołyńska Brygada Kawalerii pod Mokrą, 1 września 1939, 1992
- Awarie silników spalinowych: uszkodzenia części stałych i napędów rozrządu, 1999
- Dymy nad kartofliskiem, 2005
- Zderzenia zdarzeń, 2014